# Arado Ar 65
O Arado Ar 65 foi um caça monoposto da Luftwaffe, um dos primeiros a entrar em serviço após o início do rearmamento, foi substituído pelo Heinkel He-51 e pelos primeiros Messerschmitt Bf 109. 12 foram vendidos para a Bulgária em 1937. Deu origem ao Arado Ar 68, último caça biplano em serviço na Luftwaffe.